# Црынча (Пазарджикская область)
Црынча (болг. Црънча) — село в Болгарии. Находится в Пазарджикской области, входит в общину Пазарджик. Население составляет 1 212 человек.

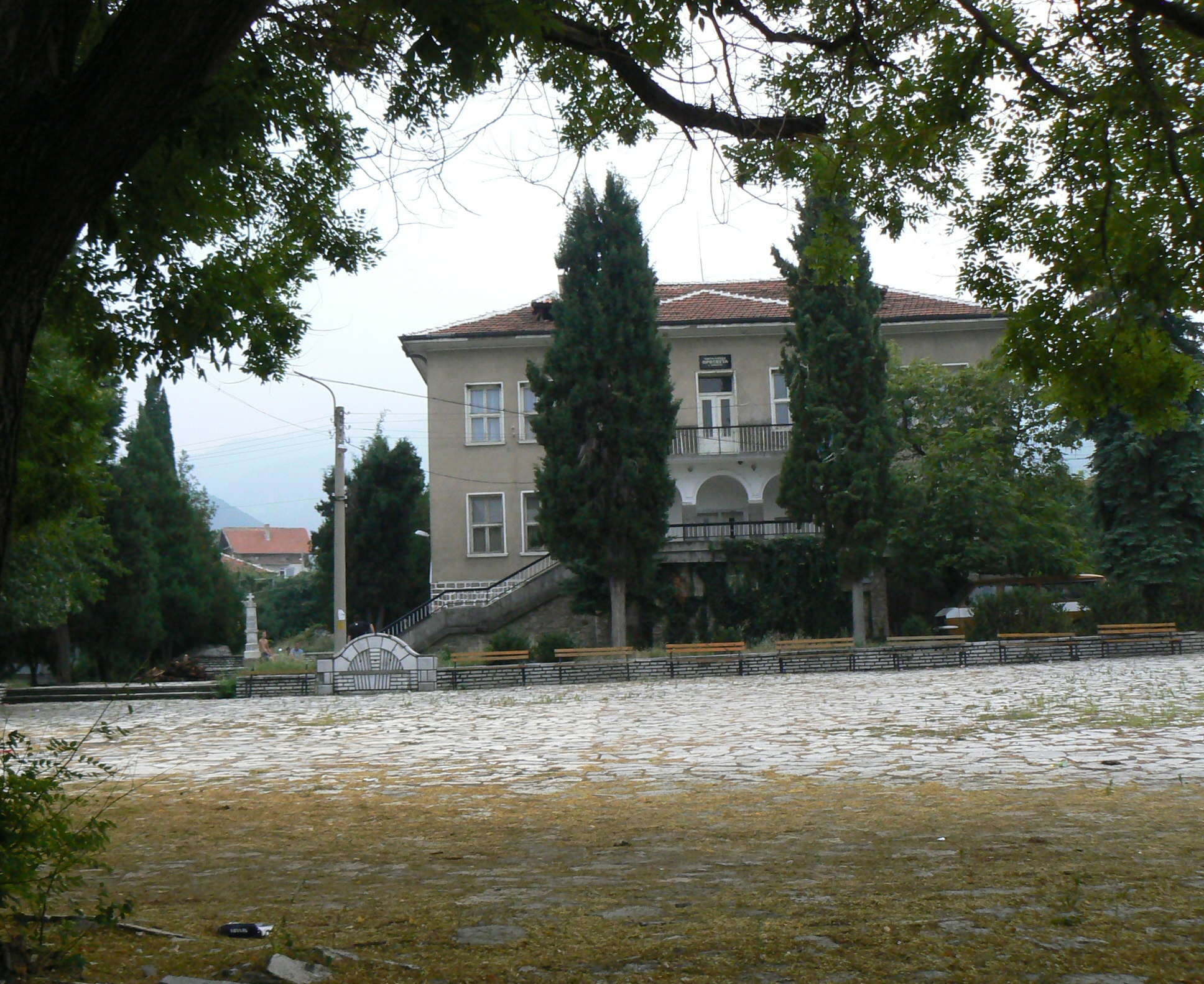

## Политическая ситуация
В местном кметстве Црынча, в состав которого входит Црынча, должность кмета (старосты) исполняет Евгени Иванов Атанасов (независимый) по результатам выборов правления кметства 2007 года.
Кмет (мэр) общины Пазарджик — Тодор Димитров Попов (независимый) по результатам выборов 2007 года в правление общины.